# Џеј Мор
Џон Фергасон „Џеј” Мор (енгл. Jon Ferguson "Jay" Mohr; рођен 23. августа 1970. Верона, Њу Џерзи), амерички је филмски и ТВ глумац, комичар и продуцент.
Остварио је улоге и у филмовима Џери Магвајер (1996), Краљеви самоубиства (1997), Поли (1998), Мафија! (1998), Симона (2002), Авантуре Плуто Неша (2002), Господари улице (2008).
Од 1993. до 1995. Мор се појављивао у емисији Уживо суботом увече на НБЦ-ју; а 2004. године написао је књигу Gasping for Airtime: Two Years in the Trenches of Saturday Night Live, у којој је говорио о свом раду у овом програму.